# Хаухет
Хаухет — жіноче божество Великої Вісімки (Огдоади). Їй відповідає чоловіче божество — Хух, разом вони складають абстрактний початок — нескінченність. Хух і Хаухет стали другою створеною парою, бо були народжені на світанку. Їх нащадками стали народи Азії.